# Faustino Oro
Faustino Oro (* 14. Oktober 2013 in Buenos Aires) ist ein argentinischer Schachspieler und Internationaler Meister.

## Karriere
Im Jahr 2023 erreichte Oro im Alter von neun Jahren eine Elo-Zahl von 2300 im klassischen Schach und war damit der jüngste Spieler, dem dies bis dahin gelungen war; dieser Rekord wurde im Mai 2025 von Ethan Pang unterboten. Im Juni 2024 erhielt er im Alter von 10 Jahren, 8 Monaten und 16 Tagen den Titel Internationaler Meister. Oro war zudem bis Januar 2025 der jüngste Spieler, der jemals eine Norm für den IM-Titel erzielte, ehe Roman Schogdschijew seine Bestmarke übertraf. Er wurde als der „Messi des Schachs“ oder „Chessi“ bezeichnet.
Im Mai 2024 besiegte er den fünffachen Weltmeister und Weltranglistenersten Magnus Carlsen in einem Bullet-Brawl-Turnier auf Chess.com.